# Khalid ibn al-Walid
Abū Sulaymān Khālid ibn al-Walīd ibn al-Mughīrah al-Makhzūmī (tiếng Ả Rập: أبو سليمان خالد بن الوليد بن المغيرة المخزومي‎; 585–642), còn được người đời tôn sùng là Sayf Allāh al-Maslūl (tiếng Ả Rập: سيف الله المسلول; Lưỡi gươm của Allah), là người bạn đồng hành của Môhamet và là một trong số ít các danh tướng bất khả chiến bại trong lịch sử. Nổi tiếng với tài cầm quân và lòng dũng mãnh, ông chỉ huy quân Medina của Môhamet và quân đội của những người kế nhiệm trực tiếp của Môhamet từ nhà Rashidun là Abu Bakr và Umar ibn Khattab. Nhờ tài cầm binh tài tình của ông, bán đảo Ả Rập lần đầu tiên trong lịch sử đã được thống nhất dưới một thực thể chính trị duy nhất - caliphate. Là một chỉ huy của quân đội của nhà nước Hồi giáo mới ra đời, Khalid dành thắng lợi trong hơn trăm trận trước quân đội Đế quốc La Mã Byzantine, Đế quốc Sassanid Ba Tư cùng các đồng minh của họ, cộng với các bộ lạc Ả Rập khác. Thành tựu chiến lược của ông bao gồm cuộc chinh phục bán đảo Ả Rập trong cuộc chiến tranh Ridda, chinh phạt xứ Lưỡng Hà của Ba Tư và tỉnh Syria của La Mã chỉ trong vòng một vài năm từ 632 đến 636. Ông cũng được nhớ đến với những thắng lợi quyết định tại các trận Yamamah, Ullais, Firaz và những thắng lợi chiến thuật tại các trận Walaja và Yarmouk.
Khalid ibn al-Walid (nghĩa là Khalid con trai của al-Walid) xuất thân từ bộ lạc Quraysh từ Makkah, một gia tộc vốn ban đầu phản đối Môhamet. Ông đóng một vai trò quan trọng trong chiến thắng của người Makkah trong trận Uhud trước quân đội người Hồi giáo. Nhưng sau đó, ông cải sang đạo Hồi và theo phò tá Môhamet sau khi ký kết hiệp ước Hudaybiyyah. Sau đó, ông tham gia các cuộc chinh chiến ngang dọc của Môhamet, điển hình như trận Mu'tah, trận chiến đầu tiên giữa người La Mã và người Hồi giáo. Khalid ibn Al-Walid kể lại rằng cuộc chiến đã diễn ra rất ác liệt và rằng chính tay ông đã chém gãy chín thanh kiếm trong trận này. Điều này mang lại cho ông danh hiệu 'Saif-ullah' có nghĩa là "Lưỡi gươm của Allah". Khalid lên nắm quyền thống lĩnh quân đội sau khi các tướng Zayd ibn Haritha, rồi Jafar ibn Abi Talib và rồi Abdullah ibn Rawahah lần lượt thiệt mạng. Sau cái chết của Môhamet, ông đã đóng một vai trò quan trọng trong việc chỉ huy quân Medinah cho Abu Bakr trong cuộc chiến tranh Ridda khi chinh phục miền Trung Ả Rập và chinh phục các bộ lạc Ả Rập khác. Ông chinh phạt xứ Al-Hirah, một chư hầu của nhà Sassanid và đánh bại quân đội Sassanid Ba Tư trong cuộc chinh phạt xứ Iraq (Mesopotamia). Sau đó, ông chuyển sang mặt trận phía tây và chiếm được tỉnh Syria và nước chư hầu Ghassanid của La Mã.
Mặc dù bị Umar nghi kỵ vì nắm binh quyền quá lớn và bị hạ chức, nhưng ông vẫn tiếp tục thể hiện tài năng chỉ huy của mình qua việc giàn trận chống lại quân đội Đông La Mã trong giai đoạn đầu của cuộc chiến giữa người Ả Rập và Đông La Mã. Dưới sự chỉ huy của ông, thành Damas bị hạ năm 634 và người Ả Rập đã dành một chiến thắng chủ chột tại trận Yarmouk trước người La Mã năm 636, dẫn đến cuộc chinh phạt xứ Bilad al-Sham (Levant). Năm 638, khi đang đứng trên đỉnh cao của đời binh nghiệp, ông bị Umar tước hết binh quyền.
Trong đời binh nghiệp của mình, ông được cho là đã giao chiến hơn trăm trận lớn nhỏ, kể cả đấu tay đôi. Là một vị tướng bất khả chiến bại, bách chiến bách thắng, thiên hạ vô địch, ông được xem là một trong những danh tướng vĩ đại nhất trong lịch sử.

## Tiểu sử
Khalid được sinh ra vào khoảng năm 592 tại Mecca. Cha ông là Walid ibn al-Mughirah, tộc trưởng của gia tộc Banu Makhzum của bộ lạc Quraysh Ả Rập. Khi còn nhỏ, Walid đã được biết đến ở Mecca với danh hiệu al-Waheed - "Người duy nhất". Mẹ Khalid tên là Lubabah al-Sughra bint al-Harith, chi gái của Maymunah bint al-Harith - vợ Môhamet.
Không lâu sau khi được sinh ra, theo truyền thống của bộ lạc Quraysh, Khalid được gửi đến một bộ lạc Bedouin ở sa mạc, nơi mà ông được một người mẹ nuôi cho bú và nuôi lớn trong bầu không khí trong lành, khô và không bị ô nhiễm của sa mạc. Ở tuổi năm hoặc sáu, ông trở về với cha mẹ ở Mecca. Khi còn bé, Khalid mắc phải bệnh đậu mùa. Mặc dù ông đã sống sót, nhưng nó đã để lại một số vết sẹo bên má trái của ông.
Ba gia tộc hàng đầu của bộ lạc Quraysh tại thời điểm đó là Banu Hashim, Banu Abd ad-Dar và Banu Makhzum - gia tộc sau này chịu trách nhiệm về các vấn đề chiến tranh. Là một thành viên của gia tộc Makhzum, những kỵ sĩ giỏi nhất Ả Rập, Khalid học cách cưỡi ngựa và sử dụng vũ khí như thương, giáo, kiếm và bắn cung. Trong số các loại vũ khi, ông thích dùng thương nhất. Thời trẻ, ông được ngưỡng mộ như một chiến binh và đô vật nổi tiếng trong bộ lạc Quraysh. Khalid là anh em họ của Umar, Khalip thứ hai trong tương lai, và họ trông rất giống nhau.

## Thời kỳ đầu binh nghiệp

### Phản đối Muhammad
Bản đồ hiển thị các vị trí đóng quân và diễn tập trong Trận Uhud , nơi Khalid và các kỵ sĩ của ông đánh bại một lực lượng Hồi giáo do nhà tiên tri Hồi giáo Muhammad lãnh đạo vào năm 625
Các Makhzum phản đối mạnh mẽ với Muhammad, và thủ lĩnh ưu việt của gia tộc là Amr ibn Hisham (Abu Jahl), anh họ đầu tiên của Khalid, đã tổ chức tẩy chay gia tộc của Muhammad, Banu Hashim của Quraysh, ở c.  616–618 .  Sau khi Muhammad di cư từ Mecca đến Medina vào năm 622, Makhzum dưới sự chỉ huy của Abu Jahl đã tiến hành cuộc chiến chống lại ông ta cho đến khi họ bị đánh bại trong trận Badr năm 624.  Khoảng 25 người anh em họ của Khalid, bao gồm cả Abu Jahl , và nhiều bà con khác đã thiệt mạng trong cuộc giao tranh đó. 
Núi Uhud ( ảnh năm 2009 ) nơi trận chiến diễn ra
Năm sau, Khalid chỉ huy cánh phải của kỵ binh trong quân đội Meccan đối đầu với Muhammad trong trận Uhud ở phía bắc Medina.  Theo nhà sử học Donald Routledge Hill , thay vì phát động một cuộc tấn công trực diện vào các chiến tuyến Hồi giáo trên sườn núi Uhud , "Khalid đã áp dụng chiến thuật âm thanh" là đi vòng quanh ngọn núi và vượt qua sườn của người Hồi giáo.  Anh ta tiến qua thung lũng Wadi Qanat ở phía tây Uhud cho đến khi bị các cung thủ Hồi giáo kiểm tra ở phía nam thung lũng tại Núi Ruma. Người Hồi giáo đã sớm giành được lợi thế trong cuộc giao tranh, nhưng sau khi hầu hết các cung thủ Hồi giáo từ bỏ vị trí của mình để tham gia cuộc đột kích vào trại Meccans, Khalid tấn công chống lại việc phá vỡ tuyến phòng thủ phía sau của người Hồi giáo.  Trong cuộc hành trình sau đó, vài chục người Hồi giáo đã bị giết.  Các bản tường thuật về trận chiến mô tả Khalid cưỡi ngựa qua cánh đồng, giết người Hồi giáo bằng cây thương của mình.  Shaban ghi nhận "thiên tài quân sự" của Khalid vì chiến thắng của Quraysh tại Uhud, trận giao tranh duy nhất mà bộ tộc đánh bại Muhammad.
Năm 628, Muhammad và những người theo ông hướng đến Mecca để thực hiện umra (cuộc hành hương ít hơn đến Mecca) và Quraysh đã phái 200 kỵ binh để chặn ông khi nghe tin ông rời đi.  Khalid đứng đầu đội kỵ binh và Muhammad tránh đối đầu với ông ta bằng cách đi một con đường thay thế độc đáo và khó khăn, cuối cùng đến được Hudaybiyya ở rìa Mecca. Khi nhận ra sự thay đổi của Muhammad, Khalid rút lui đến Mecca.  Một hiệp ước đình chiến giữa người Hồi giáo và người Quraysh đã đạt được trong Hiệp ước Hudaybiyya vào tháng 3.

### Cải đạo sang Hồi giáo và phục vụ dưới thời Muhammad
Vào năm 6 AH ( c.  627 ) hoặc 8 AH ( c.  629 ) Khalid theo đạo Hồi với sự hiện diện của Muhammad cùng với Qurayshite Amr ibn al-As ;  Nhà sử học hiện đại Michael Lecker nhận xét rằng các tài khoản mà Khalid và Amr đã chuyển đổi thành 8 AH là "có lẽ đáng tin cậy hơn".  Nhà sử học Akram Diya Umari cho rằng Khalid và Amr theo đạo Hồi và chuyển đến Medina theo Hiệp ước Hudaybiyya, dường như sau khi Quraysh từ chối yêu cầu dẫn độ những người Hồi giáo mới hơn cải đạo đến Mecca. Sau khi cải đạo, Khalid "bắt đầu cống hiến tất cả tài năng quân sự đáng kể của mình để hỗ trợ nhà nước Hồi giáo mới", theo sử gia Hugh N. Kennedy .
Khalid tham gia vào cuộc thám hiểm đến Mu'ta ở Jordan ngày nay do Muhammad ra lệnh vào tháng 9 năm 629.  Mục đích của cuộc đột kích có thể là để thu được chiến lợi phẩm sau cuộc rút lui của quân đội Ba Tư Sasanian khỏi Syria sau đó . thất bại của nó trước Đế chế Byzantine vào tháng Bảy.  Biệt đội Hồi giáo được điều động bởi một lực lượng Byzantine bao gồm hầu hết các bộ lạc Ả Rập do chỉ huy Byzantine Theodore chỉ huy và một số chỉ huy cấp cao của Hồi giáo đã bị giết. Khalid nắm quyền chỉ huy quân đội sau cái chết của các chỉ huy được bổ nhiệm và, với khó khăn đáng kể, giám sát một cuộc rút lui an toàn của người Hồi giáo.  Muhammad khen thưởng Khalid bằng cách ban tặng cho anh ta danh hiệu danh dự Sayf Allah ('Thanh kiếm của Chúa'). 
Thị trấn ốc đảo Dumat al-Jandal ( ảnh năm 2007 ). Khalid đã dẫn đầu một cuộc thám hiểm chống lại thành phố vào năm 630, và có thể đã dẫn đầu một cuộc thám hiểm khác vào năm 633 hoặc 634, mặc dù các nhà sử học hiện đại đã nghi ngờ về chiến dịch sau này hoặc vai trò của Khalid trong đó.
Vào tháng 12 năm 629 hoặc tháng 1 năm 630, Khalid tham gia vào cuộc đánh chiếm Mecca của Muhammad , sau đó phần lớn người Quraysh chuyển sang đạo Hồi.  Trong cuộc giao tranh đó, Khalid dẫn đầu một đội du mục gọi là muhajirat al-arab ('những người di cư Bedouin').  Anh ta dẫn đầu một trong hai cuộc tấn công chính vào thành phố và trong cuộc giao tranh sau đó với Quraysh, ba người của anh ta đã bị giết trong khi 12 người Qurayshite bị giết, theo Ibn Ishaq , người viết tiểu sử thế kỷ 8 của Muhammad.  Khalid chỉ huy Bedouin Banu Sulaym trong đội tiên phong của người Hồi giáo trong trận Hunaynmột năm sau đó. Trong cuộc đối đầu đó, người Hồi giáo, được thúc đẩy bởi dòng người Qurayshite cải đạo, đã đánh bại Thaqif — các đối thủ truyền thống dựa trên Ta'if của Quraysh — và các đồng minh Hawazin du mục của họ.  Khalid sau đó được chỉ định tiêu diệt thần tượng của al-Uzza , một trong những nữ thần được tôn thờ trong tôn giáo Ả Rập tiền Hồi giáo , ở khu vực Nakhla giữa Mecca và Ta'if.
Sau đó, Khalid được cử đi mời Banu Jadhima theo đạo Hồi ở Yalamlam , cách Mecca khoảng 80 km (50 mi) về phía nam, nhưng các nguồn tin truyền thống Hồi giáo cho rằng anh ta đã tấn công bộ lạc này một cách bất hợp pháp.  Trong phiên bản của Ibn Ishaq, Khalid đã thuyết phục các bộ lạc Jadhima giải giới và tiếp nhận Hồi giáo, sau đó anh ta đã hành quyết một số bộ lạc để trả thù cho việc người Jadhima đã giết người chú của anh ta là Fakih ibn al-Mughira có từ trước. Sự cải đạo của Khalid sang Hồi giáo. Trong lời kể của Ibn Hajar al-Asqalani(mất năm 1449), Khalid hiểu lầm việc người dân bộ lạc chấp nhận đức tin là sự từ chối hoặc phủ nhận Hồi giáo do không quen với giọng của người Jadhima và do đó đã tấn công họ. Trong cả hai phiên bản, Muhammad đều tuyên bố mình vô tội về hành động của Khalid nhưng không thải tội hay trừng phạt anh ta.  Theo nhà sử học W. Montgomery Watt , tường thuật truyền thống về sự kiện Jadhima "hầu như không hơn là một sự phủ nhận hoàn cảnh về Khālid, và mang lại ít sự thật lịch sử chắc chắn".
Sau đó vào năm 630, trong khi Muhammad ở Tabuk , ông đã cử Khalid đánh chiếm thị trấn ốc đảo Dumat al-Jandal .  Khalid đã đầu hàng và áp đặt một hình phạt nặng nề đối với cư dân của thị trấn, một trong những người mà thủ lĩnh của họ, Kindite Ukaydir ibn Abd al-Malik al-Sakuni, được lệnh của Khalid ký hiệp ước đầu hàng với Muhammad ở Medina.  Vào tháng 6 năm 631 Khalid được Muhammad cử đi cùng với 480 người đàn ông để mời bộ lạc Balharith hỗn hợp Thiên chúa giáo và đa thần của Najran theo đạo Hồi. Bộ lạc đã cải đạo và Khalid hướng dẫn họ luật Qur'an và Hồi giáo trước khi trở về Muhammad ở Medina với một phái đoàn Balharith.

## Các chiến dịch ở Iraq
Với việc Yamama bình định, Khalid hành quân lên phía bắc đến lãnh thổ của Sasanian ở Iraq (vùng hạ Lưỡng Hà).  Ông tổ chức lại quân đội của mình, có thể vì phần lớn quân Muhajirun có thể đã rút về Medina.  Theo nhà sử học Khalil Athamina, tàn dư của quân đội Khalid bao gồm những người Ả Rập du mục từ các vùng của Medina, những người đứng đầu được bổ nhiệm để thay thế các chức vụ chỉ huy bị bỏ trống do sahaba ('bạn đồng hành' của Muhammad) để lại.  Nhà sử học Fred Donner cho rằng Muhajirun và Ansar vẫn là nòng cốt trong quân đội của ông, cùng với một tỷ lệ lớn người Ả Rập du mục có thể đến từ Muzayna, Các bộ tộc Tayy, Tamim, Asad và Ghatafan.  Các chỉ huy của đội quân bộ lạc do Khalid chỉ định là Adi ibn Hatim của Tayy và Asim ibn Amr của Tamim.  Ông đến biên giới phía nam Iraq cùng với khoảng 1.000 chiến binh vào cuối mùa xuân hoặc đầu mùa hè năm 633.
Trọng tâm của cuộc tấn công của Khalid là bờ tây sông Euphrates và những người Ả Rập du mục cư trú ở đó.  Các chi tiết về hành trình của chiến dịch không nhất quán trong các nguồn tin Hồi giáo ban đầu, mặc dù Donner khẳng định rằng "tiến trình chung về tiến trình của Khalid trong phần đầu tiên của chiến dịch ở Iraq có thể được theo dõi khá rõ ràng".  Lịch sử thế kỷ 9 về al-Baladhuri và Khalifa ibn Khayyat tổ chức trận đánh lớn đầu tiên của Khalid ở Iraq là chiến thắng của ông trước quân đồn trú của người Sasanian tại Ubulla (Apologos cổ, gần Basra hiện đại ) và làng Khurayba gần đó, mặc dù al -Tabari(d. 923) coi việc quy kết chiến thắng cho Khalid là sai lầm và Ubulla đã bị chinh phục sau đó bởi Utba ibn Ghazwan al-Mazini .  Donner chấp nhận việc Utba chinh phục thị trấn "hơi muộn hơn năm 634" là kịch bản có khả năng xảy ra hơn, mặc dù sử gia Khalid Yahya Blankinship cho rằng "ít nhất Khālid có thể đã dẫn đầu một cuộc đột kích ở đó mặc dù [Utbah] thực sự đã giảm diện tích".
Từ vùng phụ cận của Ubulla, Khalid hành quân lên bờ phía tây của sông Euphrates, nơi anh đụng độ với các đơn vị đồn trú nhỏ của người Sasania, những người bảo vệ biên giới Iraq khỏi các cuộc xâm lăng của dân du mục.  Các cuộc đụng độ xảy ra tại Dhat al-Salasil , Nahr al-Mar'a (một con kênh nối sông Euphrates với sông Tigris ngay phía bắc Ubulla), Madhar (một thị trấn cách Ubulla vài ngày về phía bắc), Ullays (có thể là khu thương mại cổ đại trung tâm của Vologesias ) và Walaja .  Hai địa điểm cuối cùng nằm trong vùng lân cận của al-Hira , một thị trấn chủ yếu là người Ả Rập và trung tâm hành chính của Sasanian ở giữa thung lũng Euphrates.
Việc bắt được Al-Hira là lợi ích quan trọng nhất trong chiến dịch của Khalid.  Sau khi đánh bại kỵ binh Ba Tư của thành phố dưới sự chỉ huy của Azadhbih trong một cuộc đụng độ nhỏ, Khalid và một phần quân đội của ông ta tiến vào thành phố không bị che khuất.  Các quý tộc bộ lạc Ả Rập của Al-Hira , nhiều người trong số họ là Cơ đốc nhân Nestorian có quan hệ huyết thống với các bộ lạc du mục ở rìa sa mạc phía tây thành phố, bị rào chắn trong các cung điện kiên cố rải rác của họ.  Trong khi đó, một bộ phận khác của quân đội Khalid tấn công các ngôi làng trong quỹ đạo của al-Hira, nhiều ngôi làng trong số đó đã bị bắt hoặc đầu hàng theo các điều khoản triều cống với người Hồi giáo. Giới quý tộc Ả Rập của al-Hira đã đầu hàng trong một thỏa thuận với Khalid, theo đó thành phố bày tỏ lòng kính trọng để đổi lấy sự đảm bảo rằng các nhà thờ và cung điện của al-Hira sẽ không bị xáo trộn.  Số tiền hàng năm al-Hira phải trả lên tới 60.000 hoặc 90.000 dirham bạc ,  mà Khalid đã chuyển đến Medina, đánh dấu sự cống hiến đầu tiên mà Caliphate nhận được từ Iraq.
Trong các cuộc giao tranh tại và xung quanh al-Hira, Khalid nhận được sự trợ giúp chính từ al-Muthanna ibn Haritha và bộ tộc Shayban của hắn , những người đã đột kích biên giới này trong một khoảng thời gian đáng kể trước khi Khalid đến, mặc dù không rõ liệu các hoạt động trước đó của al-Muthanna. được liên kết với nhà nước Hồi giáo non trẻ.  Sau khi Khalid khởi hành, anh ta để lại al-Muthanna trong quyền kiểm soát thực tế al-Hira và vùng phụ cận.  Ông nhận được sự trợ giúp tương tự từ bộ tộc Sadus của bộ lạc Dhuhl dưới quyền Qutba ibn Qatada và bộ tộc Ijl dưới quyền al-Madh'ur ibn Adi trong các cuộc giao tranh tại Ubulla và Walaja.  Không có bộ lạc nào trong số này, tất cả đều là chi nhánh củaLiên minh Banu Bakr , tham gia cùng Khalid khi anh hoạt động bên ngoài khu vực bộ lạc của họ.
Khalid tiếp tục đi lên phía bắc dọc theo thung lũng Euphrates, tấn công Anbar trên bờ đông của con sông, nơi anh ta bảo đảm các điều khoản đầu hàng từ chỉ huy Sasanian của nó.  Sau đó, anh ta cướp bóc các làng chợ xung quanh mà các bộ lạc từ liên minh Bakr và Quda'a thường lui tới , trước khi tiến đánh Ayn al-Tamr , một thị trấn ốc đảo ở phía tây sông Euphrates và cách Anbar khoảng 90 km (56 mi) về phía nam.  Khalid gặp phải sự kháng cự gay gắt của các bộ lạc Namir ở đó, buộc anh ta phải bao vây pháo đài của thị trấn.  Namir được dẫn đầu bởi Hilal ibn Aqqa, một thủ lĩnh Cơ đốc giáo liên minh với người Sasanians, người mà Khalid đã đóng đinh sau khi đánh bại anh ta.  Ayn al-Tamr đầu hàng và Khalid chiếm thị trấn Sandawda ở phía bắc.  Đến giai đoạn này, Khalid đã khuất phục các khu vực phía tây của hạ lưu sông Euphrates và các bộ lạc du mục, bao gồm Namir, Taghlib , Iyad , Taymallat và hầu hết Ijl, cũng như các bộ lạc Ả Rập định cư, cư trú ở đó.

### Đánh giá hiện đại
Athamina nghi ngờ câu chuyện truyền thống Hồi giáo rằng Abu Bakr chỉ đạo Khalid thực hiện một chiến dịch ở Iraq, với lý do Abu Bakr không quan tâm đến Iraq vào thời điểm mà năng lượng của nhà nước Hồi giáo chủ yếu tập trung vào cuộc chinh phục Syria.  Không giống như Syria, Iraq không phải là tâm điểm trong tham vọng của Muhammad hay những người Hồi giáo sơ khai, và người Quraysh cũng không duy trì lợi ích thương mại trong khu vực có từ thời tiền Hồi giáo như họ từng có ở Syria.  Theo Shaban, không rõ liệu Khalid có yêu cầu hoặc nhận được lệnh trừng phạt của Abu Bakr để tấn công Iraq hay không hay bị thái giám phản đối. Athamina lưu ý gợi ý trong các nguồn truyền thống rằng Khalid đã đơn phương khởi xướng chiến dịch, ngụ ý rằng sự trở lại của Muhajirun trong hàng ngũ của Khalid về Medina sau thất bại của Musaylima có thể thể hiện sự phản đối của họ về tham vọng của Khalid ở Iraq.  Shaban cho rằng các bộ lạc ở lại trong quân đội của Khalid được thúc đẩy bởi viễn cảnh chiến lợi phẩm, đặc biệt là trong bối cảnh khủng hoảng kinh tế ở Ả Rập phát sinh sau hậu quả của các chiến dịch Ridda.
Theo Donner, việc khuất phục các bộ lạc Ả Rập có thể là mục tiêu chính của Khalid ở Iraq và các cuộc đụng độ với quân Ba Tư là kết quả không thể tránh khỏi, nếu ngẫu nhiên, do sự liên kết của các bộ lạc với Đế chế Sasanian.  Theo quan điểm của Kennedy, việc Khalid tiến tới biên giới sa mạc của Iraq là "sự tiếp nối tự nhiên trong công việc của ông" nhằm khuất phục các bộ lạc ở đông bắc Ả Rập và phù hợp với chính sách của Medina nhằm đưa tất cả các bộ lạc Ả Rập du mục về dưới quyền của nó.  Madelung khẳng định Abu Bakr dựa vào tầng lớp quý tộc Qurayshite trong các cuộc chiến tranh Ridda và các cuộc chinh phục ban đầu của người Hồi giáo và suy đoán rằng vị vua đã phái Khalid đến Iraq để phân bổ quyền lợi cho Makhzum trong khu vực đó.
Mức độ vai trò của Khalid trong cuộc chinh phục Iraq bị các nhà sử học hiện đại tranh cãi.  Patricia Crone lập luận rằng không có khả năng Khalid đóng bất kỳ vai trò nào ở mặt trận Iraq, viện dẫn những mâu thuẫn dường như bởi các nguồn hiện đại, không phải tiếng Ả Rập,  cụ thể là biên niên sử Armenia của Sebeos ( c.  661 ) và Biên niên sử Khuzistan ( c.  680 ).  Tài liệu trước đây chỉ ghi lại các đội quân Ả Rập được cử đi chinh phục Iraq với tư cách là cuộc chinh phục Syria của người Hồi giáođã được tiến hành — trái ngược với trước đây như được lưu giữ bởi các nguồn Hồi giáo truyền thống — trong khi phần sau chỉ đề cập đến Khalid là kẻ chinh phục Syria.  Crone xem các báo cáo truyền thống là một phần của chủ đề chung trong các nguồn chủ yếu ở Iraq, Abbasid -era (sau năm 750) nhằm giảm bớt sự tập trung của những người Hồi giáo ban đầu vào Syria để ủng hộ Iraq.  Đánh giá của Crone được R. Stephen Humphreys coi là "phê phán triệt để các nguồn [truyền thống]" ,  trong khi Blankinship gọi nó là "quá phiến diện ... Thực tế là Khālid là một anh hùng lớn trong lịch sử. truyền thống của Iraq chắc chắn cho thấy mối quan hệ ở đó có thể chỉ đến từ sự tham gia ban đầu của ông vào cuộc chinh phục nước này ".

## Tháng 3 đến Syria
Tất cả các tài khoản Hồi giáo ban đầu đều đồng ý rằng Khalid theo lệnh của Abu Bakr rời Iraq đến Syria để hỗ trợ các lực lượng Hồi giáo đã hiện diện ở đó. Hầu hết các tài khoản này đều cho rằng mệnh lệnh của caliph được thúc đẩy bởi yêu cầu tiếp viện của các chỉ huy Hồi giáo ở Syria.  Khalid có khả năng bắt đầu cuộc hành quân đến Syria vào đầu tháng 4 năm 634.  Ông ta để lại các đồn trú Hồi giáo nhỏ tại các thành phố bị chinh phục của Iraq dưới sự chỉ huy quân sự chung của al-Muthanna ibn Haritha. 
Trình tự thời gian của các sự kiện sau các hoạt động của Khalid ở Ayn al-Tamr là không nhất quán và nhầm lẫn.  Theo Donner, Khalid đã tiến hành hai hoạt động chính nữa trước khi bắt đầu cuộc hành quân đến Syria, những hoạt động này thường được các nguồn tin kết hợp với các sự kiện xảy ra trong cuộc hành quân. Một trong những chiến dịch chống lại Dumat al-Jandal và hoạt động khác chống lại các bộ lạc Namir và Taghlib hiện diện dọc theo bờ phía tây của thung lũng thượng lưu Euphrates cho đến phụ lưu Balikh và dãy núi Jabal al-Bishri ở phía đông bắc Palmyra .  Không rõ cuộc giao tranh nào xảy ra đầu tiên, mặc dù cả hai đều là những nỗ lực của người Hồi giáo nhằm đưa các bộ tộc Ả Rập du mục chủ yếu ở phía bắc Ả Rập vàThảo nguyên Syria dưới sự kiểm soát của Medina.
Trong chiến dịch Dumat al-Jandal, Khalid được chỉ thị bởi Abu Bakr hoặc được yêu cầu bởi một trong những chỉ huy của chiến dịch, al-Walid ibn Uqba , để tăng cường cuộc vây hãm đang chùn bước của chỉ huy Iyad ibn Ghanm đối với thị trấn ốc đảo. Những người bảo vệ nó được hỗ trợ bởi các đồng minh du mục của họ từ các bộ lạc liên minh Byzantine , Ghassanids , Tanukhids , Salihids , Bahra và Banu Kalb .  Khalid rời Ayn al-Tamr đến Dumat al-Jandal, nơi các lực lượng Hồi giáo kết hợp đã đánh bại quân phòng thủ trong một trận chiến cao độ. Sau đó, Khalid hành quyết thủ lĩnh Kindite của thị trấn Ukaydir, người đã đào thoát khỏi Medina sau cái chết của Muhammad, trong khi thủ lĩnh Kalbite Wadi'a được tha sau sự can thiệp của các đồng minh Tamimite của ông trong trại của người Hồi giáo.
Các nhà sử học Michael Jan de Goeje và Caetani hoàn toàn bác bỏ rằng Khalid đã dẫn đầu một cuộc thám hiểm đến Dumat al-Jandal sau chiến dịch Iraq của ông ta và thành phố được đề cập trong các nguồn truyền thống có thể là thị trấn có cùng tên gần al-Hira.  Nhà sử học Laura Veccia Vaglieri gọi đánh giá của họ là "hợp lý" và viết rằng "dường như Khālid không thể thực hiện một con đường vòng như vậy có thể khiến anh ta lạc lối trong khi trì hoãn việc hoàn thành nhiệm vụ [tham gia quân đội Hồi giáo ở Syria] ". Vaglieri phỏng đoán rằng ốc đảo đã bị chinh phục bởi Iyad ibn Ghanm hoặc có thể là Amr ibn al-As vì người sau này đã từng được giao nhiệm vụ trong các cuộc chiến tranh Ridda với việc đàn áp Wadi'a, kẻ đã tự phong mình ở Dumat al-Jandal.  Crone, bác bỏ hoàn toàn vai trò của Khalid ở Iraq, khẳng định rằng Khalid đã bắt được Dumat al-Jandal một cách dứt khoát trong chiến dịch 631 và từ đó băng qua sa mạc để tham gia vào cuộc chinh phục Syria.

### Hành trình và cuộc hành quân trên sa mạc
Điểm xuất phát của cuộc hành quân chung của Khalid tới Syria là al-Hira, theo hầu hết các tài liệu truyền thống, ngoại trừ al-Baladhuri, người đặt nó tại Ayn al-Tamr.  Phân đoạn của cuộc hành quân chung được các nguồn tin gọi là 'cuộc hành quân sa mạc' xảy ra ở một giai đoạn không rõ ràng sau khi al-Hira khởi hành.  Giai đoạn này đòi hỏi Khalid và những người đàn ông của anh ta — với số lượng từ 500 đến 800 người mạnh mẽ  —đi từ một cái giếng có tên là Quraqir băng qua một vùng sa mạc rộng lớn không có nước trong sáu ngày năm đêm cho đến khi đến được nguồn nước tại một nơi được gọi là Suwa.  Vì người của ông không có đủ da nướcđể vượt qua khoảng cách này với ngựa và lạc đà của họ, Khalid đã yêu cầu khoảng 20 con lạc đà của mình tăng lượng nước điển hình của chúng và bịt miệng chúng lại để ngăn lạc đà ăn và do đó làm hỏng nước trong dạ dày của chúng; mỗi ngày của cuộc hành quân, anh ta giết một số con lạc đà để người của anh ta có thể uống nước dự trữ trong dạ dày của những con lạc đà.  Việc sử dụng những con lạc đà làm nơi chứa nước và xác định vị trí của nguồn nước tại Suwa là kết quả của lời khuyên dành cho Khalid bởi người hướng dẫn của ông, Rafi ibn Amr ở Tayy.
Ngoại trừ các hoạt động nói trên ở Dumat al-Jandal và thượng lưu thung lũng Euphrates, các tài khoản truyền thống chỉ thống nhất về hai sự kiện trên tuyến đường của Khalid đến Syria sau khi khởi hành từ al-Hira: cuộc hành quân trên sa mạc giữa Quraqir và Suwa, và một cuộc đột kích tiếp theo chống lại bộ tộc Bahrain tại hoặc gần Suwa và các hoạt động dẫn đến việc phục tùng Palmyra; nếu không, họ phân kỳ trong việc lần theo hành trình của Khalid.  Dựa trên các tài khoản này, Donner tóm tắt ba tuyến đường khả thi do Khalid thực hiện đến vùng lân cận Damascus: hai tuyến qua Palmyra từ phía bắc và một tuyến qua Dumat al-Jandal từ phía nam.  Kennedy lưu ý rằng các nguồn đều "chắc chắn như nhau" trong việc ủng hộ các hành trình tương ứng của họ và "chỉ đơn giản là không biết phiên bản nào là chính xác".
Trong hành trình Palmyra – Damascus đầu tiên, Khalid tiến lên dọc theo sông Euphrates — đi qua những địa điểm mà anh ta đã giảm trước đó — đến Jabal al-Bishri và từ đó di chuyển liên tục về phía Tây Nam qua Palmyra, al-Qaryatayn và Huwwarin trước khi đến khu vực Damascus.  Trong tuyến đường này, khoảng thời gian duy nhất có thể xảy ra một cuộc hành quân trên sa mạc là giữa Jabal al-Bishri và Palmyra, mặc dù khu vực giữa hai nơi này ít hơn đáng kể so với một cuộc hành quân sáu ngày và chứa một số nguồn nước.  Hành trình Palmyra-Damascus thứ hai là một tuyến đường tương đối trực tiếp giữa al-Hira đến Palmyra qua Ayn al-Tamr. Đoạn sa mạc giữa Ayn al-Tamr và Palmyra đủ dài để chứng thực một cuộc hành quân kéo dài sáu ngày và chứa đựng những điểm tưới cây khan hiếm, mặc dù không có địa danh nào có thể hiểu là Quraqir hay Suwa .  Trong tuyến đường Dumat al-Jandal – Damascus, những địa danh như vậy tồn tại, cụ thể là các địa danh Qulban Qurajir, được liên kết với 'Quraqir', dọc theo rìa phía đông của Wadi Sirhan và Sab Biyar , cách Suwa 150 km ( 93 mi) về phía đông của Damascus.  Khoảng cách giữa hai địa điểm là khô cằn và tương ứng với câu chuyện hành quân sáu ngày.
Cuộc hành quân trên sa mạc là tập nổi tiếng nhất trong cuộc thám hiểm của Khalid và văn học Futuh ('Những cuộc chinh phục Hồi giáo') thời trung cổ nói chung.  Kennedy viết rằng cuộc hành quân trên sa mạc "đã được lưu danh trong lịch sử và huyền thoại. Các nguồn tin Ả Rập ngạc nhiên về khả năng chịu đựng của [Khalid] ông; các học giả hiện đại coi ông là bậc thầy về chiến lược."  Ông khẳng định rằng "chắc chắn" Khalid đã bắt tay vào cuộc hành quân, "một chiến công đáng nhớ về sức chịu đựng của quân đội", và "việc ông đến Syria là một yếu tố quan trọng tạo nên thành công của vũ khí Hồi giáo ở đó".  Nhà sử học Moshe Gil gọi cuộc hành quân là "một kỳ tích không có song song" và một minh chứng cho "Khalid"
Nhà sử học Ryan J. Lynch coi cuộc hành quân trên sa mạc của Khalid là một tác phẩm văn học do các tác giả của truyền thống Hồi giáo xây dựng để tạo thành một câu chuyện liên kết các cuộc chinh phục của người Hồi giáo ở Iraq và Syria và trình bày các cuộc chinh phục là "một việc đơn lẻ được tính toán kỹ lưỡng". với động cơ bị cáo buộc là cực đoan của các tác giả.  Lynch cho rằng câu chuyện về cuộc tuần hành, mà "sẽ khiến khán giả Hồi giáo" phấn khích và giải trí ", được tạo ra từ" những mảnh ký ức xã hội "bởi những cư dân cho rằng các cuộc chinh phục các thị trấn hoặc khu vực của họ là phương tiện cho Khalid" để kiếm được một mức độ uy tín nhất định thông qua liên kết với "danh tướng".

## Chinh phục Syria
Hầu hết các tài khoản truyền thống đều có các đội quân Hồi giáo đầu tiên triển khai đến Syria từ Medina vào đầu năm 13 AH (đầu mùa xuân năm 634).  Các chỉ huy của quân đội Hồi giáo là Amr ibn al-As, Yazid ibn Abi Sufyan , Shurahbil ibn Hasana và Abu Ubayda ibn al-Jarrah,  mặc dù người cuối cùng có thể đã không được triển khai đến Syria cho đến sau khi Umar kế vị caliphate vào mùa hè năm 634, sau cái chết của Abu Bakr.  Theo Donner, các nguồn truyền thống 'xác định niên đại về việc triển khai các đội quân Hồi giáo đầu tiên' tới Syria đã bị trễ vài tháng. Nó rất có thể xảy ra vào mùa thu năm 633, phù hợp hơn với Biên niên sử Syriac ẩn danh năm 724, kể từ cuộc đụng độ đầu tiên giữa quân đội Hồi giáo và người Byzantine đến tháng 2 năm 634.  Vào thời điểm Khalid rời Iraq, quân đội Hồi giáo ở Syria đã giao tranh với các đơn vị đồn trú Byzantine địa phương và thống trị vùng nông thôn miền nam Syria. , nhưng không kiểm soát bất kỳ trung tâm đô thị nào.
Khalid được bổ nhiệm làm chỉ huy tối cao của quân đội Hồi giáo ở Syria.  Các tài khoản được trích dẫn bởi al-Baladhuri, al-Tabari, Ibn A'tham , al-Fasawi (mất năm 987) và Ibn Hubaysh al-Asadi cho rằng Abu Bakr đã bổ nhiệm chỉ huy tối cao Khalid như một phần trong quá trình chuyển nhượng từ Iraq đến Syria , trích dẫn tài năng quân sự của vị tướng và ghi chép.  Một tài khoản duy nhất ở al-Baladhuri cho rằng việc bổ nhiệm của Khalid là do sự đồng thuận giữa các chỉ huy đã có mặt ở Syria, mặc dù Athamina khẳng định "không thể tưởng tượng được rằng một người như [Amr ibn al-As] sẽ đồng ý" với quyết định như vậy một cách tự nguyện. .  Sau khi gia nhập, Umar có thể đã xác nhận Khalid là chỉ huy tối cao.
Khalid đến đồng cỏ Marj Rahit ở phía bắc Damascus sau chuyến hành quân băng qua sa mạc của quân đội.  Ông đến vào ngày lễ Phục sinh năm đó, tức là ngày 24 tháng 4 năm 634,  một ngày chính xác hiếm hoi được hầu hết các nguồn truyền thống trích dẫn, mà Donner cho là có khả năng chính xác.  Tại đây, Khalid tấn công một nhóm người Ghassanids đang ăn mừng Lễ Phục sinh trước khi anh ta hoặc các chỉ huy cấp dưới của mình đột kích vào vành đai nông nghiệp Ghouta xung quanh Damascus.  Sau đó, Khalid và các chỉ huy của các đội quân Hồi giáo trước đó, ngoại trừ Amr, tập hợp tại Bosra , phía đông nam Damascus. Trung tâm thương mại của Bosra, cùng với khu vực Hauran mà nó nằm, trong lịch sử đã cung cấp lúa mì, dầu và rượu cho các bộ lạc du mục của Ả Rập và từng được Muhammad đến thăm khi còn trẻ.  Người Byzantine có thể đã không thiết lập lại quân đồn trú của đế quốc trong thành phố sau cuộc rút quân của người Sasanian vào năm 628 và quân đội Hồi giáo gặp phải sự kháng cự của quân đội Hồi giáo trong cuộc bao vây của họ.  Bosra đầu hàng vào cuối tháng 5 năm 634, khiến nó trở thành thành phố lớn đầu tiên ở Syria rơi vào tay người Hồi giáo.
Khalid và các chỉ huy Hồi giáo đi về phía tây đến Palestine để tham gia cùng Amr với tư cách là thuộc hạ sau này của Amr trong trận Ajnadayn , cuộc đối đầu lớn đầu tiên với người Byzantine, vào tháng 7.  Trận chiến kết thúc với chiến thắng quyết định cho người Hồi giáo và người Byzantine rút lui về phía Pella ('Fahl' trong tiếng Ả Rập), một thành phố lớn ở phía đông sông Jordan .  Người Hồi giáo truy đuổi họ và ghi được một chiến thắng lớn khác trong Trận Fahl , mặc dù không rõ liệu Amr hay Khalid có nắm quyền chỉ huy tổng thể trong cuộc giao tranh hay không.

### Cuộc vây hãm Damascus
Các cuộc di chuyển của quân Hồi giáo và Byzantine ở Syria trước trận chiến Yarmouk năm 636.
Tàn dư của lực lượng Byzantine từ Ajnadayn và Fahl rút về phía bắc đến Damascus, nơi các chỉ huy Byzantine kêu gọi quân tiếp viện của đế quốc.  Khalid tiến lên,  có thể đánh bại một đơn vị Byzantine tại đồng bằng Marj al-Suffar trước khi bao vây thành phố.  Mỗi người trong số năm chỉ huy Hồi giáo được giao nhiệm vụ chặn một trong các cổng thành; Khalid đóng quân tại Bab Sharqi (Cổng phía Đông).  Một đội quân thứ sáu bố trí tại Barzeh ngay phía bắc Damascus đã đẩy lui quân cứu viện do hoàng đế Heraclius của Byzantine ( 575–641 )  điều động .
Một số truyền thống liên quan đến việc người Hồi giáo chiếm được Damascus.  Câu chuyện phổ biến nhất được lưu giữ bởi Ibn Asakir (mất năm 1175) có trụ sở tại Damascus, theo đó Khalid và người của ông đã đột nhập cổng Bab Sharqi.  Khalid và người của ông ta mở rộng các bức tường phía đông của thành phố và giết các lính canh và những người bảo vệ khác tại Bab Sharqi.  Khi lực lượng của ông ta tiến vào từ phía đông, các lực lượng Hồi giáo do Abu Ubayda lãnh đạo đã tiến vào một cách hòa bình từ cổng phía tây Bab al-Jabiya sau khi đàm phán với những người nổi tiếng Damascene do Mansur ibn Sarjun , một quan chức cấp cao của thành phố chỉ huy.  Các đội quân Hồi giáo tập hợp tại trung tâm thành phố, nơi các điều khoản đầu hàng đã được thống nhất. Mặt khác, al-Baladhuri cho rằng Khalid tiến vào hòa bình từ Bab Sharqi trong khi Abu Ubayda tiến vào từ phía tây bằng vũ lực.  Nghiên cứu hiện đại đặt câu hỏi về việc Abu Ubayda đến Syria vào thời điểm bị bao vây. Caetani nghi ngờ về các truyền thống nói trên, trong khi nhà Đông phương học Henri Lammens thay thế Abu Ubayda bằng Yazid ibn Abi Sufyan.
Trong các phiên bản của tác giả Syriac Dionysius ở Tel Mahre (mất năm 845) và tộc trưởng Melkite , Eutychius của Alexandria (năm 940), quân Damascenes do Mansur lãnh đạo, đã mệt mỏi với cuộc bao vây và bị thuyết phục về quyết tâm của những kẻ bao vây, đã tiến đến Khalid tại Bab Sharqi với lời đề nghị mở cánh cổng để đổi lấy sự đảm bảo an toàn. Khalid chấp nhận và ra lệnh soạn thảo một hiệp định đầu hàng.  Mặc dù một số phiên bản của hiệp ước Khalid đã được ghi lại trong các nguồn Hồi giáo và Cơ đốc giáo ban đầu,  họ thường đồng ý rằng cuộc sống, tài sản và nhà thờ của cư dân phải được bảo vệ, đổi lại họ phải trả jizya ( thuế thăm dò).  Các tài sản của hoàng gia bị người Hồi giáo tịch thu.  Hiệp ước có lẽ là mô hình cho các hiệp định đầu hàng được thực hiện trên khắp Syria, cũng như Iraq và Ai Cập, trong các cuộc chinh phục ban đầu của người Hồi giáo.
Mặc dù các tài khoản được trích dẫn bởi al-Waqidi (d. 823) và Ibn Ishaq đồng ý rằng Damascus đầu hàng vào tháng 8 / tháng 9 năm 635, chúng cung cấp các mốc thời gian khác nhau của cuộc bao vây, từ 4 đến 14 tháng.

### Trận Yarmouk
Bài chi tiết: Trận Yarmouk
Các khe núi của sông Yarmouk , trong vùng lân cận của Trận Yarmouk
Vào mùa xuân năm 636, Khalid rút quân khỏi Damascus về thủ đô cũ của Ghassanid tại Jabiya trong Golan .  Ông được thúc đẩy bởi sự tiếp cận của một đội quân Byzantine lớn do Heraclius điều động,  bao gồm quân đội triều đình do Vahan và Theodore Trithyrius chỉ huy và quân biên giới, bao gồm cả kỵ binh nhẹ của người Ả Rập Cơ đốc giáo do thần vệ Ghassanid Jabala ibn al-Ayham chỉ huy. và các lực lượng phụ trợ Armenia do một Georgius nhất định (người Ả Rập gọi là Jaraja) lãnh đạo.  Quy mô của các lực lượng bị các nhà sử học hiện đại tranh cãi; Donner cho rằng người Byzantine đông hơn người Hồi giáo 4-1, Walter E. Kaegi viết rằng người Byzantine "có lẽ có ưu thế về quân số" với 15.000–20.000 quân trở lên, và John Walter Jandora cho rằng có khả năng "gần tương đương về số lượng" giữa hai bên với quân Hồi giáo ở mức 36.000. nam giới (bao gồm 10.000 người từ quân đội của Khalid) và người Byzantine vào khoảng 40.000 người.
Quân đội Byzantine dựng trại tại chi lưu Ruqqad phía tây vị trí của người Hồi giáo tại Jabiya.  Do đó, Khalid rút lui, chiếm vị trí ở phía bắc sông Yarmouk ,  gần nơi Ruqqad gặp Yarmouk.  Khu vực này trải dài trên các đỉnh đồi cao, nguồn nước, các tuyến đường quan trọng nối Damascus với Galilê và đồng cỏ lịch sử của người Ghassanids.  Trong hơn một tháng, người Hồi giáo đã chiếm giữ vùng đất cao chiến lược giữa Adhri'at ( Daraa hiện đại ) và trại của họ gần Dayr Ayyub và đánh bại quân Byzantine trong một cuộc giao tranh bên ngoài Jabiya vào ngày 23 tháng 7 năm 636. Jandora khẳng định rằng các lực lượng phụ trợ người Ả Rập và Armenia theo Cơ đốc giáo của Byzantine đã đào ngũ hoặc đào ngũ, nhưng lực lượng Byzantine vẫn "đáng gờm", bao gồm đội tiên phong là kỵ binh hạng nặng và hậu phương là lính bộ binh khi họ tiếp cận các tuyến phòng thủ của người Hồi giáo. 
Hình minh họa Trận chiến Yarmouk của một họa sĩ minh họa Catalan ẩn danh ( khoảng  1310–1325 ).
Khalid chia kỵ binh của mình thành hai nhóm chính, mỗi nhóm bố trí phía sau cánh bộ binh phải và trái của người Hồi giáo để bảo vệ lực lượng của mình khỏi sự bao vây tiềm tàng của kỵ binh hạng nặng Byzantine.  Ông cho đóng quân một phi đội tinh nhuệ gồm 200–300 kỵ binh để hỗ trợ trung tâm tuyến phòng thủ của mình và để các cung thủ đóng quân trong trại của người Hồi giáo gần Dayr Ayyub, nơi họ có thể hiệu quả nhất để chống lại lực lượng Byzantine đang đến.  Các cuộc tấn công ban đầu của người Byzantine nhằm vào cánh phải và cánh trái của người Hồi giáo liên tiếp thất bại, nhưng họ vẫn tiếp tục duy trì động lực cho đến khi toàn bộ dòng Hồi giáo lùi lại hoặc như các nguồn tin Cơ đốc giáo đương thời duy trì, giả vờ rút lui.
Người Byzantine truy đuổi người Hồi giáo vào trại của họ, nơi người Hồi giáo cho đàn lạc đà của họ tập tễnh để tạo thành một loạt các vành đai phòng thủ mà từ đó bộ binh có thể chiến đấu và kỵ binh Byzantine không thể dễ dàng xâm nhập.  Do đó, quân Byzantine dễ bị tấn công bởi các cung thủ Hồi giáo, động lực của họ bị dừng lại và sườn trái của họ bị lộ.  Khalid và các kỵ binh của ông đã tận dụng cơ hội để chọc thủng sườn trái của quân Byzantine, tận dụng khoảng trống giữa bộ binh và kỵ binh Byzantine.  Khalid bao vây kỵ binh hạng nặng của đối phương ở hai bên, nhưng cố ý để lại một sơ hở mà từ đó quân Byzantine chỉ có thể trốn thoát về phía bắc, cách xa bộ binh của họ. Theo nhà sử học Byzantine thế kỷ 9 Theophanes , bộ binh Byzantine đã thất bại dưới tay Vahan, có thể do Theodore thất bại trong việc chống lại cuộc tấn công của kỵ binh. Bộ binh sau đó đã được điều động.
Trong khi đó, kỵ binh Byzantine đã rút về phía bắc đến khu vực giữa các sông nhánh Ruqqad và Allan.  Khalid cử một lực lượng truy đuổi và ngăn chúng tập hợp lại.  Ông tiếp tục một cuộc hành quân vào ban đêm, trong đó ông chiếm giữ cây cầu Ruqqad, con đường rút lui khả thi duy nhất của quân Byzantine.  Sau đó, quân Hồi giáo tấn công các trại của Byzantine vào ngày 20 tháng 8 và tàn sát hầu hết quân Byzantine,  hoặc gây hoảng loạn trong hàng ngũ Byzantine, khiến hàng nghìn người chết trong các khe núi của Yarmouk trong nỗ lực rút lui về phía tây.
Jandora cho rằng chiến thắng của người Hồi giáo tại Yarmouk là do sự gắn kết và "khả năng lãnh đạo cấp cao" của quân đội Hồi giáo, đặc biệt là "sự khéo léo" của Khalid, so với sự bất hòa lan rộng trong hàng ngũ quân đội Byzantine và các chiến thuật thông thường của Theodorus, mà Khalid "chính xác dự đoán trước ".  Theo quan điểm của Gil, việc Khalid rút lui trước quân Heraclius, việc di tản khỏi Damascus và cuộc phản công trên các nhánh sông Yarmouk "là bằng chứng về khả năng tổ chức tuyệt vời và kỹ năng điều động trên chiến trường".  Cuộc hành trình của người Byzantine đánh dấu sự tiêu diệt của đội quân hiệu quả cuối cùng của họ ở Syria, vào tháng 12, lần này là của Abu Ubayda, và cuộc chinh phục Thung lũng Beqaa và cuối cùng là phần còn lại của Syria ở phía bắc.  Theo đánh giá của Jandora, Yarmouk là một trong những "trận chiến quan trọng nhất của Lịch sử Thế giới", cuối cùng dẫn đến chiến thắng của người Hồi giáo, mở rộng Caliphate giữa dãy núi Pyrenees và Trung Á.

### Cách chức
Khalid được giữ lại làm chỉ huy tối cao của các lực lượng Hồi giáo ở Syria trong khoảng thời gian từ sáu tháng đến hai năm kể từ khi bắt đầu cuộc khủng bố của Umar, tùy thuộc vào nguồn tin.  Các nhà sử học hiện đại hầu hết đồng ý rằng việc Umar sa thải Khalid có lẽ xảy ra sau hậu quả của Yarmouk.  Quốc vương bổ nhiệm Abu Ubayda đến chỗ của Khalid, giao lại quân cho các chỉ huy Hồi giáo còn lại và giao cho Khalid dưới quyền chỉ huy của một trong các trung úy của Abu Ubayda; một lệnh sau đó đã triển khai phần lớn binh lính cũ của Khalid tới Iraq.  Các nguyên nhân khác nhau khiến Khalid bị sa thải khỏi chỉ huy tối cao được trích dẫn bởi các nguồn Hồi giáo ban đầu. Trong số đó có việc ông ra quyết định độc lập và phối hợp tối thiểu với ban lãnh đạo ở Medina; những cáo buộc cũ hơn về hành vi sai trái đạo đức, bao gồm việc anh ta hành quyết Malik ibn Nuwayra và cuộc hôn nhân sau đó với góa phụ của Malik; cáo buộc phân phối hào phóng chiến lợi phẩm cho các thành viên của giới quý tộc bộ lạc để gây tổn hại cho những người Hồi giáo đầu tiên cải đạo đủ điều kiện; thù hận cá nhân giữa Khalid và Umar; và sự bất an của Umar đối với danh tiếng anh hùng của Khalid đối với những người Hồi giáo, điều mà anh ta lo sợ có thể phát triển thành một giáo phái nhân cách.
Các nhà sử học hiện đại De Goeje, William Muir và Andreas Stratos xem mối thù của Umar với Khalid là nguyên nhân góp phần khiến Khalid bị sa thải. Shaban thừa nhận sự thù địch nhưng khẳng định nó không liên quan đến quyết định của thái giám.  De Goeje bác bỏ các khoản trợ cấp xa hoa của Khalid dành cho giới quý tộc bộ lạc, một thực tế phổ biến của các nhà lãnh đạo Hồi giáo ban đầu bao gồm cả Muhammad, là nguyên nhân khiến ông bị sa thải.  Muir, Becker, Stratos và Philip K. Hitti đã đề xuất rằng Khalid cuối cùng đã bị bãi nhiệm vì những thành tựu của người Hồi giáo ở Syria sau hậu quả của Yarmouk yêu cầu thay thế một chỉ huy quân sự cầm đầu bằng một nhà quản lý có năng lực như Abu Ubayda.
Athamina nghi ngờ tất cả những lý do nói trên, cho rằng nguyên nhân "hẳn là rất quan trọng" vào thời điểm phần lớn lãnh thổ Syria vẫn nằm dưới sự kiểm soát của Byzantine và Heraclius vẫn chưa từ bỏ tỉnh này.  Athamina cho rằng "với tất cả những hạn chế về quân sự của mình", Abu Ubayda sẽ không được coi là "sự thay thế xứng đáng cho tài năng có một không hai của Khālid".  Việc Medina thiếu quân đội thường trực, nhu cầu điều động lại các chiến binh đến các mặt trận khác và mối đe dọa của người Byzantine đối với các lợi ích của người Hồi giáo ở Syria đều đòi hỏi phải thiết lập một cấu trúc phòng thủ dựa trên các bộ lạc Ả Rập lâu đời ở Syria, vốn đã từng là liên minh của Byzantium. Sau khi Medina yêu cầu các liên minh hàng đầu, Ghassanids, đã bị từ chối,Judham và Lakhm .  Các bộ lạc này có thể coi số lượng lớn các bộ lạc Ả Rập bên ngoài trong quân đội của Khalid là mối đe dọa đối với quyền lực chính trị và kinh tế của họ.  Lực lượng ban đầu của Khalid gồm 500–800 người đã tăng lên đến 10.000 người do những người trong bộ lạc gia nhập hàng ngũ quân đội của ông ta từ mặt trận Iraq hoặc Ả Rập và lên tới 30.000–40.000 người bao gồm gia đình của họ.  Athamina kết luận Umar cách chức Khalid và triệu hồi quân của ông ta khỏi Syria như một cuộc tấn công Kalb và các đồng minh của họ.

### Các hoạt động ở miền bắc Syria
Abu Ubayda và Khalid tiến hành từ Damascus theo hướng bắc đến Homs (người Byzantine gọi là Emesa) và bao vây thành phố có lẽ vào mùa đông năm 636–637.  Cuộc bao vây được tổ chức trong bối cảnh một số cuộc xuất kích của quân phòng thủ Byzantine và thành phố đã đầu hàng vào mùa xuân.  Theo các điều khoản đầu hàng, thuế được áp dụng đối với cư dân để đổi lại sự đảm bảo bảo vệ tài sản, nhà thờ, nhà máy nước và các bức tường thành của họ.  Một phần tư nhà thờ Thánh John được dành cho người Hồi giáo sử dụng, những ngôi nhà và khu vườn bỏ hoang đã bị Abu Ubayda hoặc Khalid tịch thu và phân phát cho quân đội Hồi giáo và gia đình của họ. Do nằm gần thảo nguyên sa mạc, Homs được coi là nơi định cư thuận lợi của các bộ lạc Ả Rập và trở thành thành phố đầu tiên ở Syria có đông đảo người Hồi giáo.
Thông tin về các cuộc chinh phục tiếp theo ở miền bắc Syria rất ít ỏi và có phần mâu thuẫn.  Khalid được Abu Ubayda phái đi chinh phục Qinnasrin (người Byzantine gọi là Chalcis) và Aleppo gần đó .  Khalid điều động một lực lượng Byzantine do một Minas nhất định chỉ huy ở ngoại ô Qinnasrin.  Tại đó, Khalid tha thứ cho những người dân theo lời kêu gọi của họ và tuyên bố rằng họ là những người Ả Rập bị người Byzantine cưỡng ép nhập ngũ.  Tiếp theo, ông ta bao vây thị trấn có tường bao quanh Qinnasrin,  đã đầu hàng vào tháng 8 / tháng 9 năm 638. Sau đó, ông và Iyad ibn Ghanm phát động cuộc đột kích đầu tiên của người Hồi giáo vào Byzantine Anatolia .  Khalid đặt Qinnasrin làm trụ sở của mình, định cư ở đó cùng vợ.  Khalid được bổ nhiệm làm phó thống đốc của Abu Ubayda tại Qinnasrin vào năm 638.  Các chiến dịch chống lại Homs và Qinnasrin dẫn đến cuộc chinh phục tây bắc Syria và khiến Heraclius phải từ bỏ đại bản doanh của mình tại Edessa để đến Samosata ở Anatolia và cuối cùng là đến kinh đô. của Constantinople .
Khalid có thể đã tham gia vào cuộc bao vây Jerusalem , vốn đã đầu hàng vào năm 637 hoặc 638.  Theo al-Tabari, ông là một trong những nhân chứng của bức thư đảm bảo của Umar gửi cho Thượng phụ Sophronius của Jerusalem đảm bảo sự an toàn cho thành phố. con người và tài sản.

### Sa thải và chết
Theo Sayf ibn Umar, sau đó vào năm 638, Khalid được đồn đại là đã phân phối xa hoa các chiến lợi phẩm từ các chiến dịch ở miền bắc Syria của ông ta, bao gồm cả một khoản cho nhà quý tộc Kindite al-Ash'ath ibn Qays .  Do đó, Umar ra lệnh yêu cầu Abu Ubayda thẩm vấn công khai và cách chức Khalid khỏi chức vụ của anh ta bất kể kết quả thẩm vấn ra sao, cũng như đặt Qinnasrin dưới sự quản lý trực tiếp của Abu Ubayda.  Sau khi bị thẩm vấn ở Homs, Khalid đã liên tiếp đưa ra các bài phát biểu từ biệt quân đội ở Qinnasrin và Homs trước khi được Umar triệu tập đến Medina. Tài khoản của Sayf lưu ý rằng Umar đã gửi thông báo cho các đơn vị đồn trú của người Hồi giáo ở Syria và Iraq rằng Khalid bị sa thải không phải do sự ngẫu hứng mà vì quân đội đã trở nên "bị mê hoặc bởi những ảo tưởng về anh ta [Khalid]" và anh ta sợ rằng họ sẽ xếp chỗ một cách không cân xứng. họ tin tưởng vào anh ta hơn là Chúa.
Việc sa thải Khalid không gây ra phản ứng dữ dội của công chúng, có thể là do nhận thức hiện có trong chính thể Hồi giáo về sự thù địch của Umar đối với Khalid, điều này khiến công chúng chuẩn bị cho việc sa thải ông, hoặc vì sự thù địch hiện có đối với Makhzum nói chung là kết quả của sự phản đối trước đó của họ với Muhammad và những người Hồi giáo sơ khai.  Theo lời kể của Ibn Asakir, Umar đã tuyên bố tại một hội đồng của quân đội Hồi giáo tại Jabiya vào năm 638 rằng Khalid đã bị cách chức vì lấy chiến lợi phẩm cho các anh hùng chiến tranh, quý tộc bộ lạc và nhà thơ thay vì dành số tiền đó cho những người Hồi giáo túng thiếu.  Không có chỉ huy tham dự nào lên tiếng phản đối, ngoại trừ một Makhzumite cáo buộc Umar vi phạm nhiệm vụ quân sự do Muhammad trao cho Khalid.  Theo luật gia Hồi giáo al-Zuhri(mất năm 742), trước khi qua đời vào năm 639, Abu Ubayda đã bổ nhiệm Khalid và Iyad ibn Ghanm làm người kế vị,  nhưng Umar xác nhận chỉ Iyad làm thống đốc của quận Homs – Qinnasrin – Jazira và bổ nhiệm Yazid ibn Abi Sufyan thống đốc phần còn lại của Syria, cụ thể là các quận Damascus , Jordan và Palestine .
Khalid chết ở Medina hoặc Homs vào năm 21 AH ( khoảng năm  642 CN ).  Những suy luận có chủ đích liên quan đến Khalid bao gồm việc Muhammad kêu gọi người Hồi giáo không làm hại Khalid và những lời tiên tri rằng Khalid sẽ phải chịu những bất công bất chấp những đóng góp to lớn của ông cho Hồi giáo.  Trong các câu chuyện văn học Hồi giáo, Umar bày tỏ sự hối hận vì đã sa thải Khalid và những người phụ nữ ở Medina thương tiếc cái chết của anh ta hàng loạt.  Athamina coi tất cả những điều này chỉ là "sự bày tỏ thiện cảm không hơn không kém của các thế hệ sau đối với nhân vật anh hùng Khalid như được miêu tả theo truyền thống Hồi giáo".

## Kế thừa
Khalid được các nguồn tin ban đầu ghi nhận là chỉ huy hiệu quả nhất của các cuộc chinh phạt, kể cả sau khi ông bị sa thải khỏi chỉ huy tối cao.  Ông được Donner coi là "một trong những thiên tài chiến thuật của thời kỳ đầu Hồi giáo".  Nhà sử học Carole Hillenbrand gọi ông là "nổi tiếng nhất trong tất cả các vị tướng Hồi giáo Ả Rập",  và Humphreys mô tả ông là "có lẽ là vị tướng Ả Rập nổi tiếng và lỗi lạc nhất trong các cuộc chiến tranh Riddah và các cuộc chinh phạt ban đầu".  Theo đánh giá của Kennedy, Khalid là "một chỉ huy quân sự tài giỏi, tàn nhẫn, nhưng là người mà những người Hồi giáo ngoan đạo hơn không bao giờ có thể cảm thấy hoàn toàn thoải mái". Trong khi công nhận những thành tựu quân sự của ông, các nguồn tin Hồi giáo ban đầu đưa ra đánh giá hỗn hợp về Khalid do cuộc đối đầu sớm với Muhammad tại Uhud, danh tiếng của ông về những hành động tàn bạo hoặc không cân xứng chống lại các bộ lạc Ả Rập trong các cuộc chiến tranh Ridda và danh tiếng quân sự của ông đã làm xáo trộn những người cải đạo ban đầu ngoan đạo. .
Theo nhà sử học Richard Blackburn, bất chấp những nỗ lực ban đầu nhằm làm mất uy tín của Khalid, danh tiếng của ông đã trở thành "chiến binh đáng gờm nhất của Hồi giáo" trong các thời đại của Muhammad, Abu Bakr và cuộc chinh phục Syria.  Kennedy lưu ý rằng "danh tiếng của ông như một vị tướng vĩ đại đã kéo dài qua nhiều thế hệ và các đường phố được đặt theo tên ông trên khắp thế giới Ả Rập ".  Khalid được người Hồi giáo dòng Sunni coi là anh hùng chiến tranh , trong khi nhiều người Hồi giáo dòng Shia coi anh ta là tội phạm chiến tranh vì đã hành quyết Malik ibn Nuwayra và kết hôn ngay lập tức với người vợ góa của anh ta, trái với thời kỳ mất tang truyền thống của người Hồi giáo.

### Gia đình và những người có gốc gác
Bài chi tiết: Nhà thờ Hồi giáo Khalid ibn al-Walid
Kể từ ít nhất là thế kỷ 12, lăng mộ của Khalid đã được dự kiến đặt tại Nhà thờ Hồi giáo Khalid ibn al-Walid ngày nay ở Homs , Syria
Ngôi mộ có mục đích của Khalid trong Nhà thờ Hồi giáo Khalid ibn al-Walid
Con trai cả của Khalid được đặt tên là Sulayman, do đó ông kunya (' ghép tên ') Abu Sulayman ('cha của Sulayman').  Khalid đã kết hôn với Asma, con gái của Anas ibn Mudrik, một thủ lĩnh và nhà thơ nổi tiếng của bộ tộc Khath'am .  Con trai của họ là Abd al-Rahman đã trở thành một chỉ huy có uy tín trong các cuộc chiến tranh Ả Rập-Byzantine và là phụ tá thân cận của Mu'awiya ibn Abi Sufyan , thống đốc của Syria và sau này là người sáng lập và là vị vua đầu tiên của Umayyad Caliphate , phục vụ như sau này Phó thống đốc quận Homs – Qinnasrin – Jazira. Một người con khác của Khalid, Muhajir , là người ủng hộ Ali, người trị vì như một vị vua vào năm 656–661, và chết khi chiến đấu với quân đội của Mu'awiya trong trận Siffin năm 657 trong Nội chiến Hồi giáo thứ nhất .  Sau cái chết của Abd al-Rahman vào năm 666, được cho là do đầu độc theo lệnh của Mu'awiya, con trai của Muhajir là Khalid đã cố gắng trả thù cho vụ giết người của chú mình và bị bắt, nhưng Mu'awiya sau đó đã thả anh ta sau khi Khalid trả tiền. tiền máu.  Con trai của Abd al-Rahman, Khalid là chỉ huy của một chiến dịch hải quân chống lại người Byzantine vào năm 668 hoặc 669.
Không có vai trò quan trọng nào khác của các thành viên trong gia đình Khalid trong hồ sơ lịch sử.  Dòng dõi nam giới của ông kết thúc trước sự sụp đổ của Umayyad Caliphate vào năm 750 hoặc ngay sau khi tất cả bốn mươi hậu duệ nam của ông chết trong một trận dịch hạch ở Syria, theo nhà sử học thế kỷ 11 Ibn Hazm .  Do đó, tài sản của gia đình ông, bao gồm cả tư dinh và một số ngôi nhà khác ở Medina, được thừa kế bởi Ayyub ibn Salama , chắt của anh trai Khalid al-Walid ibn al-Walid . Chúng vẫn thuộc quyền sở hữu của con cháu Ayyub cho đến ít nhất là cuối thế kỷ thứ 9.
Gia đình của nhà thơ Ả Rập thế kỷ 12 Ibn al-Qaysarani tuyên bố có nguồn gốc từ Muhajir ibn Khalid, mặc dù nhà sử học thế kỷ 13 Ibn Khallikan lưu ý rằng tuyên bố này mâu thuẫn với sự đồng thuận của các nhà sử học và gia phả Ả Rập rằng dòng dõi của Khalid đã chấm dứt vào thời kỳ đầu của Hồi giáo. .  Một dòng phụ nữ có thể đã sống sót và được tuyên bố bởi nhà lãnh đạo tôn giáo Sufi thế kỷ 15 Siraj al-Din Muhammad ibn Ali al-Makhzumi của Homs.  Kizil Ahmed Bey , thủ lĩnh của Isfendiyarids , người cai trị một công quốc ở Anatolia cho đến khi bị người Ottoman thôn tính, ngụy tạo vương triều của ông ta xuất phát từ Khalid. Bộ lạc Sur dưới thời Sher Shah , một người cai trị Ấn Độ vào thế kỷ 16, cũng tuyên bố có nguồn gốc từ Khalid.

### Lăng ở Homs
Bắt đầu từ thời Ayyubid ở Syria (1182–1260), Homs đã nổi tiếng là quê hương của lăng mộ và nhà thờ Hồi giáo có mục đích của Khalid .  Nhà du hành thế kỷ 12 Ibn Jubayr lưu ý rằng ngôi mộ có mộ của Khalid và con trai ông ta là Abd al-Rahman.  Truyền thống Hồi giáo kể từ đó đã đặt lăng mộ của Khalid trong thành phố.  Tòa nhà đã được thay đổi bởi vị vua đầu tiên của Ayyubid Saladin ( r.  1171–1193 ) và một lần nữa vào thế kỷ 13.  Mamluk sultan Baybars ( r.  1260–1277) đã cố gắng liên kết các thành tựu quân sự của chính mình với của Khalid bằng cách có một dòng chữ tôn vinh bản thân được khắc trên lăng mộ của Khalid ở Homs vào năm 1266.  Trong chuyến thăm vào thế kỷ 17 tới lăng mộ, học giả Hồi giáo Abd al-Ghani al-Nabulsi đồng ý rằng Khalid được chôn cất ở đó nhưng cũng lưu ý một truyền thống Hồi giáo thay thế rằng ngôi mộ thuộc về cháu trai của Mu'awiya là Khalid ibn Yazid .  Nhà thờ Hồi giáo hiện tại có từ năm 1908 khi chính quyền Ottoman xây dựng lại cấu trúc.